# Anna Sundström

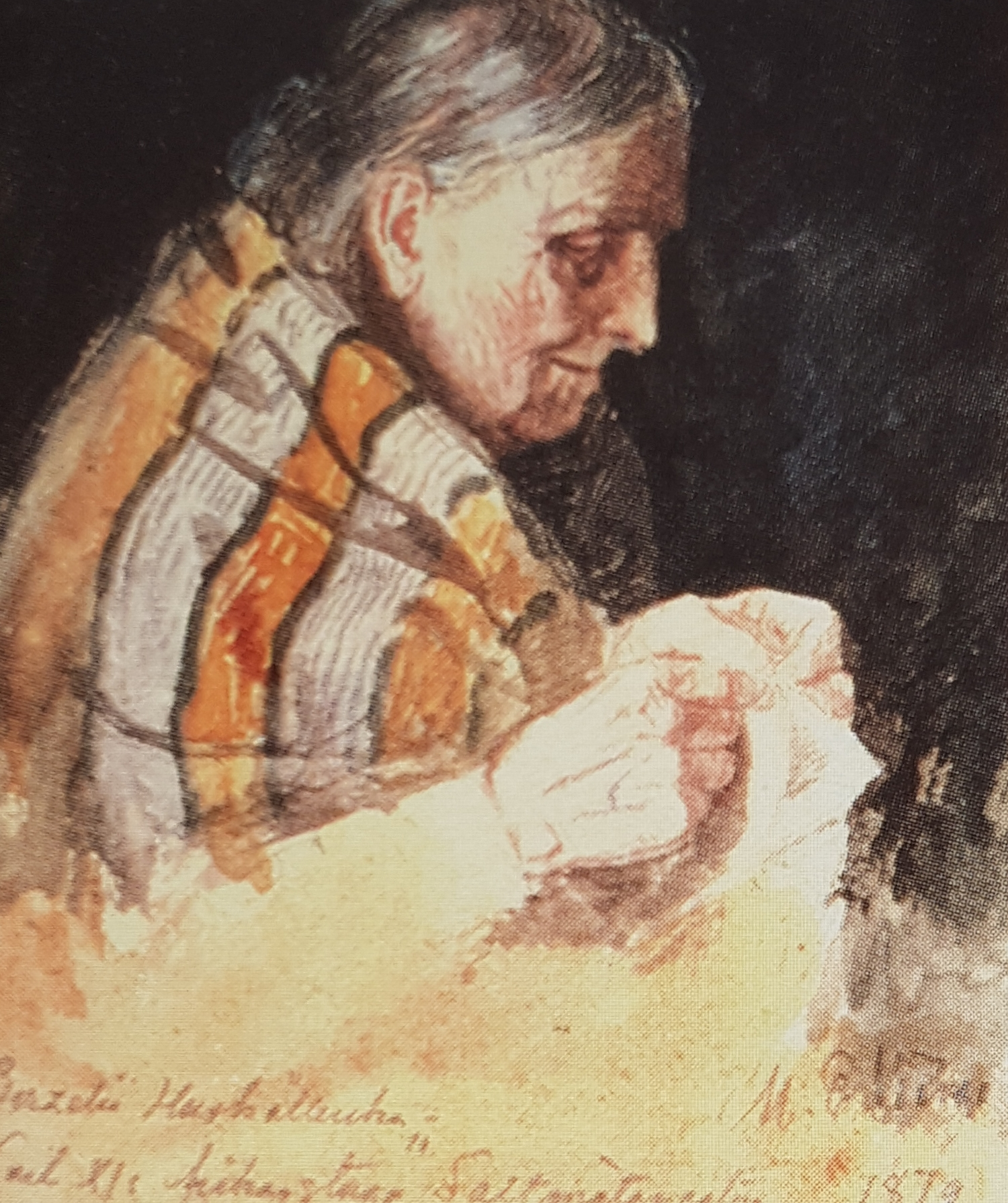
"Berzelii Hushållerska, Carl XIs fiskarstuga Saltmätargatan." Akvarell 1872 av Mårten Eskil Winge.

Anna Christina Sundström (ursprungligen Anna Christina Persdotter) född 26 februari 1785 i Kymlinge i dåvarande Spånga socken, Stockholms län, död 27 juni 1871 i Adolf Fredriks församling, Stockholm, var en svensk kemist. Hon var assistent och medarbetare till kemisten Jacob Berzelius från 1808 till 1836. Anna Sundström har kallats Sveriges första kvinnliga kemist en ära hon ofta får dela med Louise Hammarström, men som också skulle kunna gälla Eva Ekeblad.

## Biografi
Anna Persdotter var dotter till bonden Per Jansson, och antog senare efternamnet Sundström. Hon flyttade till Stockholm och var en tid anställd som piga hos "kommissarien Gallin" på dåvarande Ladugårdslandet.
År 1808 blev hon hushållerska hos Berzelius. Hon fungerade som assistent och medarbetare vid hans forskning och uppnådde själv en hög kunskap inom kemin genom detta arbete.
År 1818 skrev Berzelius: "Det att hon redan är så van vid alla mina apparater och deras namn, att jag nästan tror att hon skulle kunna prompt sättas att destillera saltsyra." Sundström fungerade även som laboratorieintendent och övervakade Berzelius studenter. Studenterna ska ha uppskattat att ha henne som en slags fostermor och kallat henne "die strenge Anna".
När Berzelius gifte sig med Elisabeth Poppius 1836 var Anna Sundström tvungen att ta avsked. Det ansågs opassande att en hushållerska från ungkarlstiden skulle stanna kvar i mannens hushåll efter hans giftermål.

## Eftermäle
Svenska kemistsamfundets sektion för oorganisk kemi delar varje år ut Anna Sundström Award till den mest framstående avhandlingen inom oorganisk kemi under året.